# Королівський угорський гонвед
Збройні сили Угорського королівства в складі Сухопутних військ Збройних сил Австро–Угорщини (Королівський гонвед або Угорський гонвед; угор. Magyar királyi honvéd, нім. Königlich ungarische Landwehr) — в період 1867–1918 рр. складова частина Сухопутних військ Збройних сил Австро–Угорщини. Сформовані після поразки Австрійської імперії у війні з Пруссією, коли підпорядковане австрійській короні Угорське королівство добилося прав часткового суверенітету у складі земель австрійської монархії, згідно з Австро–угорським компромісом 1867 року.

## Назва
Назва Королівського угорського гонведу походить від угор. honvéd, в перекладі на українську «захисник батьківщини». Вперше ця назва з'явилася під час Угорської революції 1848 року. У той час так називали добровольців, які були залучені протягом кількох тижнів і відправлені воювати з сербами та хорватами.

## Історія
Після поразки Австрійської імперії у війні з Пруссією підпорядковане австрійській короні Угорське королівство, згідно з Австро–угорським компромісом 1867 року, добилося прав часткового суверенітету у складі земель австрійської монархії, у зв'язку з чим королівський парламент і уряд Угорщини отримали право на формування та фінансування своїх власних збройних сил. Збройні сили угорських земель, як і Збройні сили австрійських земель, отримали назву «ландвера», однак в угорськомовних документах використовувався термін «Королівські сили самооборони» (угор. Király Honvédség). Таким чином 5 грудня 1868 року був створений Королівський угорський гонвед.
Чисельність і військовий бюджет гонведу розглядав угорський парламент, а проєкт готувало Міністерство національної оборони Транслейтанії.
У гонведі з моменту заснування власних угорських збройних сил так само, як і в ландвері, термін служби становив 2–3 місяці, потім був збільшений до півтора року, а з 1890 року — до двох. Після відбуття дійсної служби військовозобов'язаний ще 10 років перебував у резерві гонведа. Порядок поповнення відповідав Спільному війську Австро–Угорщини. Так само, як і в спільному війську, унтер–офіцери гонведа служили 3 роки, а зайвий рік їм компенсували тим, що їх один раз не викликали на чотиритижневі збори та викреслювали зі списків ландштурму після досягнення 40 років. Всіх, хто в результаті жеребкування під час роботи призовної комісії не потрапив на дійсну військову службу, відразу зараховували до рекрутського запасу (нім. Ersatzreserve) ландвера або гонведа та протягом 12 років регулярно викликали на навчальні та контрольні збори. У воєнний період вони йшли на заміщення бойових частин у тиловий службі, а в крайньому випадку і на поповнення бойових втрат частин.

## Структура
Дані станом на 1914 рік:
- 6 гонведних округів (угор. honvéd katonai kerület);
  - 1–й гонведний округ – Будапешт;
  - 2–й гонведний округ – Сегед;
  - 3–й гонведний округ – Кошиці;
  - 4–й гонведний округ – Братислава;
  - 5–й гонведний округ – Клуж-Напока;
  - 6–й гонведний округ – Загреб;
- 2 піхотні дивізії (угор. honvéd gyalogos hadosztály):
  - 20–та піхотна дивізії гонведу – Орадя:
    - 39–та піхотна бригада гонведу – Орадя;
    - 40–та піхотна бригада гонведу – Сату-Маре;

  - 41–а піхотна дивізія гонведу – Будапешт:
    - 81–а піхотна бригада гонведу – Будапешт;
    - 82–а піхотна бригада гонведу – Веспрем
- 2 кавалерійські дивізії (угор. honvéd lovassági hadosztály):
  - 5–а кавалерійська дивізія гонведу – Будапешт:
    - 19–а кавалерійська бригада гонведу – Будапешт;
    - 23–я кавалерійська бригада гонведу – Залаегерсег;

  - 11–а кавалерійська дивізія гонведу – Дебрецен:
    - 22–а кавалерійська бригада ландверу – Шегед;
    - 24–а кавалерійська бригада ландверу – Каша;
- 4 піхотні бригади (угор. honvéd gyalogosdandár);
- 12 окремих піхотних бригад (угор. honvéd önálló gyalogdandár):
  - 45–а піхотна бригада гонведу – Сегед;
  - 46–а піхотна бригада гонведу – Лугож;
  - 73–тя піхотна бригада гонведу – Братислава;
  - 74–а піхотна бригада гонведу – Нітра;
  - 75–а піхотна бригада гонведу – Клуж-Напока;
  - 76–а піхотна бригада гонведу – Сібіу;
  - 77–а піхотна бригада гонведу – Кошиці;
  - 78–а піхотна бригада гонведу – Мішкольц;
  - 79–а піхотна бригада гонведу – Будапешт;
  - 80–а піхотна бригада гонведу – Печ;
  - 83–тя піхотна бригада гонведу – Загреб;
  - 84–а піхотна бригада гонведу – Осієк;
- 4 кавалерійські бригади (угор. honvéd lovasdandár);
- 32 піхотні полки (угор. honvéd gyalogezred):
  - 1–й піхотний полк гонведу;
  - 2–й піхотний полк гонведу;
  - 3–й піхотний полк гонведу;
  - 4–й піхотний полк гонведу;
  - 5–й піхотний полк гонведу;
  - 6–й піхотний полк гонведу;
  - 7–й піхотний полк гонведу;
  - 8–й піхотний полк гонведу;
  - 9–й піхотний полк гонведу;
  - 10–й піхотний полк гонведу;
  - 11–й піхотний полк гонведу;
  - 12–й піхотний полк гонведу;
  - 13–й піхотний полк гонведу;
  - 14–й піхотний полк гонведу;
  - 15–й піхотний полк гонведу;
  - 16–й піхотний полк гонведу;
  - 17–й піхотний полк гонведу;
  - 18–й піхотний полк гонведу;
  - 19–й піхотний полк гонведу;
  - 20–й піхотний полк гонведу;
  - 21–й піхотний полк гонведу;
  - 22–й піхотний полк гонведу;
  - 23–й піхотний полк гонведу;
  - 24–й піхотний полк гонведу;
  - 25–й піхотний полк гонведу;
  - 26–й піхотний полк гонведу;
  - 27–й піхотний полк гонведу;
  - 28–й піхотний полк гонведу;
  - 29–й піхотний полк гонведу;
  - 30–й піхотний полк гонведу;
  - 31–й піхотний полк гонведу;
  - 32–й піхотний полк гонведу;

- 10 гусарських полків (угор. honvéd huszárezred):
  - 1–й гусарський полк гонведу;
  - 2–й гусарський полк гонведу;
  - 3–й гусарський полк гонведу;
  - 4–й гусарський полк гонведу;
  - 5–й гусарський полк гонведу;
  - 6–й гусарський полк гонведу;
  - 7–й гусарський полк гонведу;
  - 8–й гусарський полк гонведу;
  - 9–й гусарський полк гонведу;
  - 10–й гусарський полк гонведу;
- 8 полків польової артилерії (угор. honvéd tábori ágyúsezred):
  - 1–й полк польової артилерії гонведу;
  - 2–й полк польової артилерії гонведу;
  - 3–й полк польової артилерії гонведу;
  - 4–й полк польової артилерії гонведу;
  - 5–й полк польової артилерії гонведу;
  - 6–й полк польової артилерії гонведу;
  - 7–й полк польової артилерії гонведу;
  - 8–й полк польової артилерії гонведу;
  - 1–й кінно–артилерійський дивізіон гонведу;
- 1 батальйон кінної артилерії (угор. honvéd lóvontatású tüzérosztály).

## Уніформа

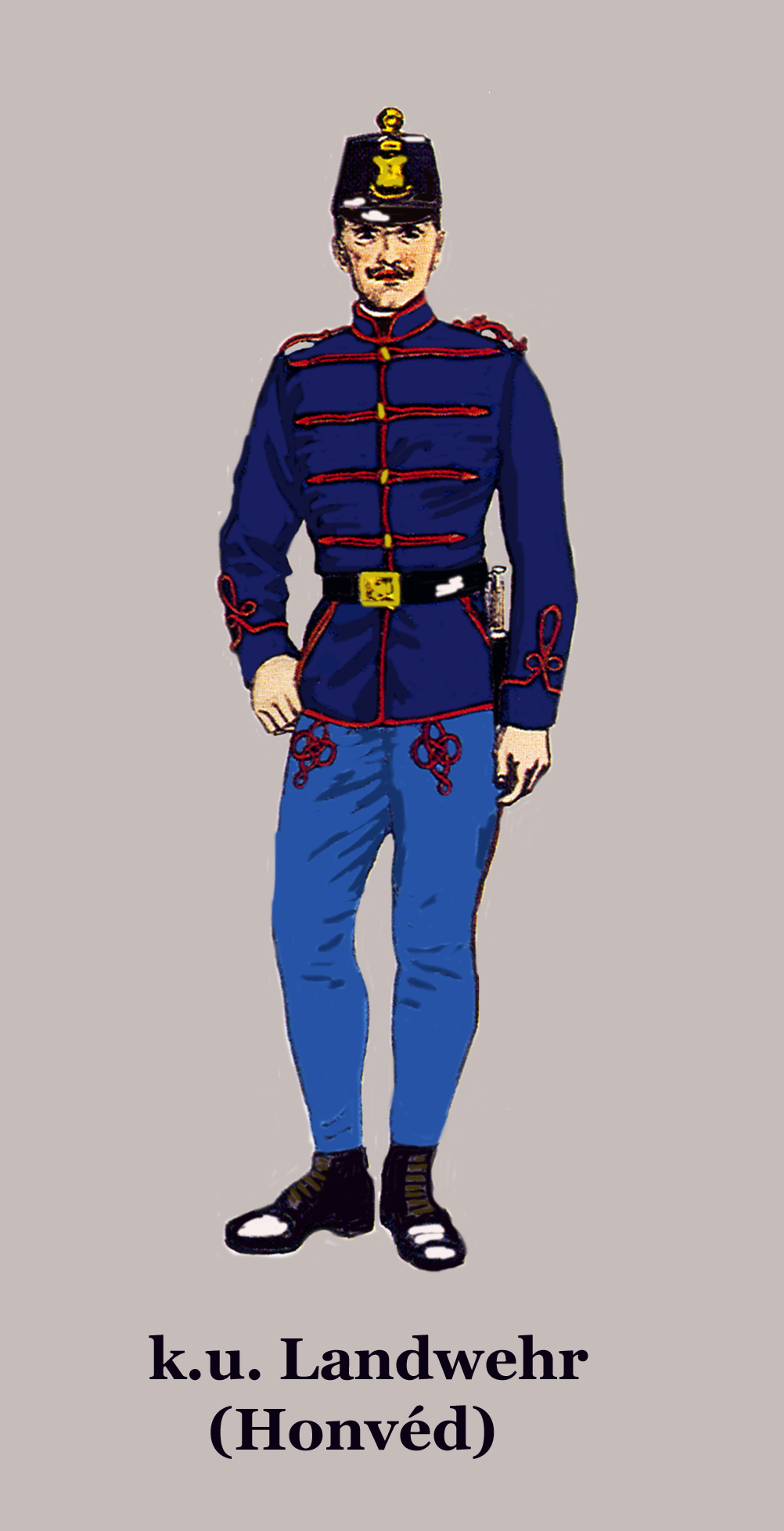
Солдат піхотного полку гонведу в парадній формі
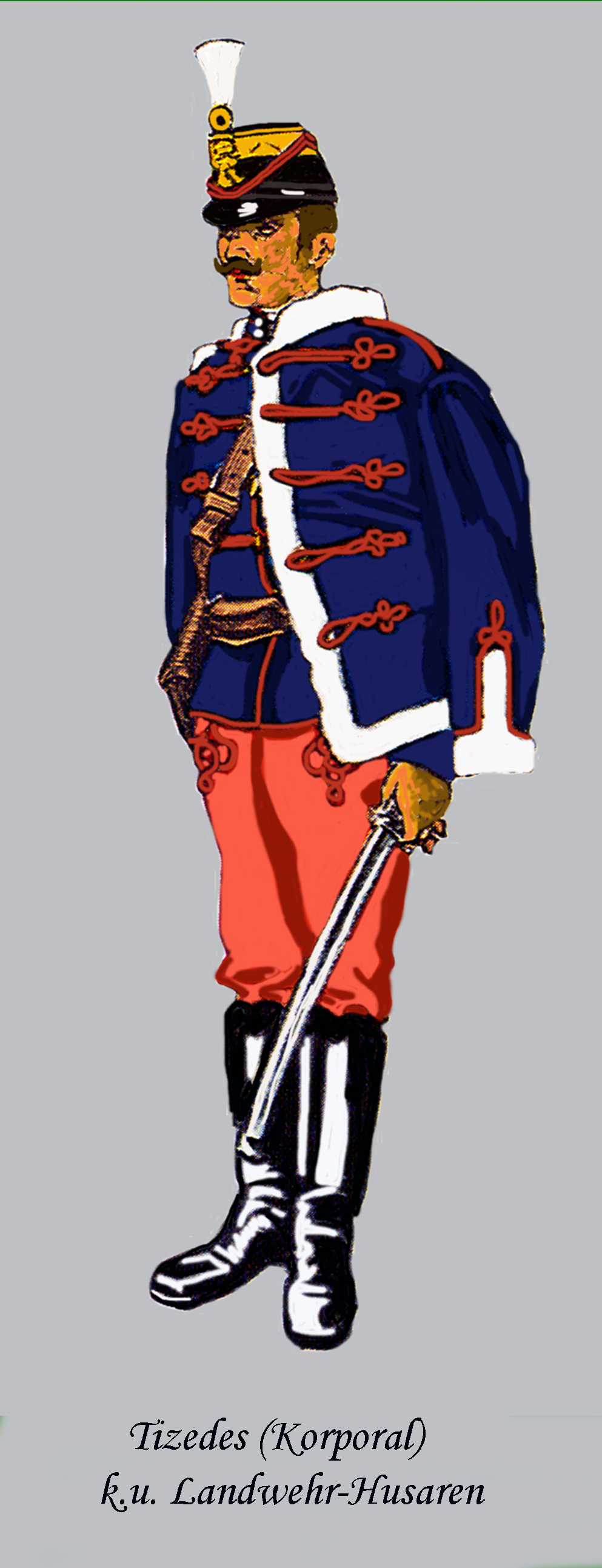
Капрал гусарського полку гонведу в парадній формі